# ラッカー
ラッカー (Lacquer) は、一般的には無色または着色された塗料の一種であり、溶剤を揮発させることによって乾燥すると硬くて耐久性の高い塗面を与え、磨き上げることによって非常に強い光沢と深みが得られる。狭義にはナフサ、キシレン、トルエン、ケトン（アセトン）など揮発性の高い溶媒に樹脂を溶かしたものを指す。名称は、その分泌物がラッカーやシェラックの製造に用いられた昆虫ラックカイガラムシ（Lac, 学名 Laccifer lacca、旧名 Coccus lacca）に由来する。ラッカーの一種として日本では漆が広く知られている。

## ウルシオールラッカー

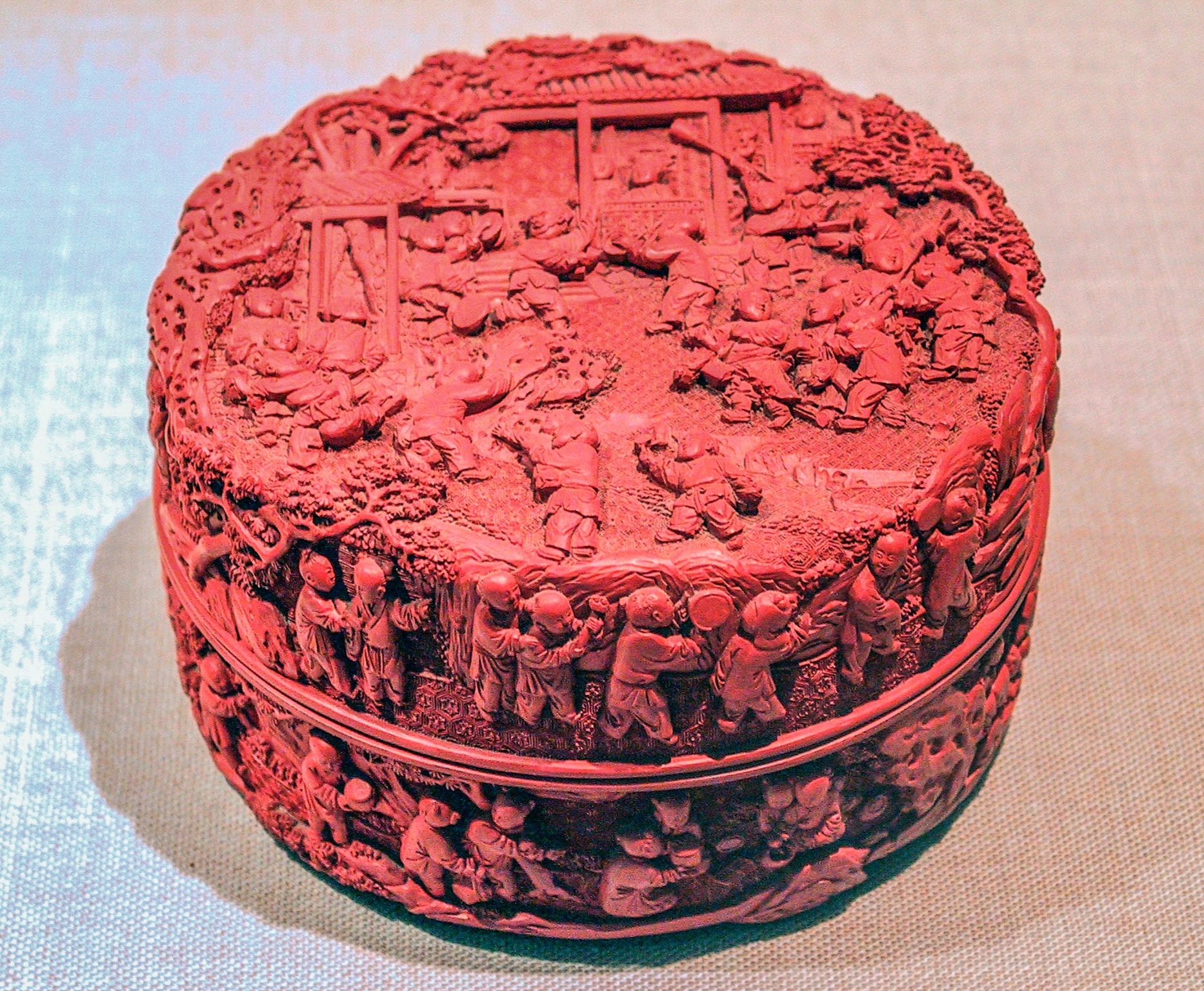
朱色の漆を塗った小箱。子供の姿が彫られている。清朝・乾隆帝時代のもの。中国国家博物館所蔵

これまでに知られている歴史上で最も古いラッカーの使用例は日本列島におけるもので、時期的には紀元前7,000年頃のことである。ウルシの木の樹脂から作られ、非常に硬く、丈夫で美しい仕上がりが得られた。水、酸、アルカリ、摩擦には強いが、紫外線には弱かった。主な成分は様々なフェノール類の混合物からなるウルシオールと数種類のタンパク質である。
ウルシオールを主成分とするラッカーは酸化と重合を伴う工程を経て製造される。揮発性の低い水を溶剤とし、蒸発のみによって工程を完了する他の多くのラッカーとは異なる。良好な状態での乾燥・硬化には高温と高い湿度が必要とされる。含まれるフェノール類は酵素ラッカーゼによって酸化・重合され、適切な方法で水分を蒸発させることによって硬く機械強度の高い物質となる。ラッカーの技術はインドとアジアで大きく発展し、高度に装飾された品々が作られた。新鮮な樹脂は皮膚に触れるとひどいアレルギー反応を起こすため、取り扱いに注意が必要とされる。
中国におけるラッカーの利用例としては棺、皿、楽器、家具などが知られている。粉末状の辰砂と混合したラッカーは中国の伝統的な朱色の漆器の製造に用いられる。中国製の品は様々な交易路を経て中東にも伝わり、ラッカーの製造技術は中国から朝鮮半島にも伝わった。
ウルシの木は樹脂が採れるようになるまで10年以上かかる。集められた樹液は「水中重合 (aqua-polymerization)」と呼ばれる工程で酸素を吸収させたあと、風呂（ふろ）あるいは室（むろ）と呼ばれる湿気の多い環境におかれ、水分を蒸発させながらさらに酸素を吸収させる。

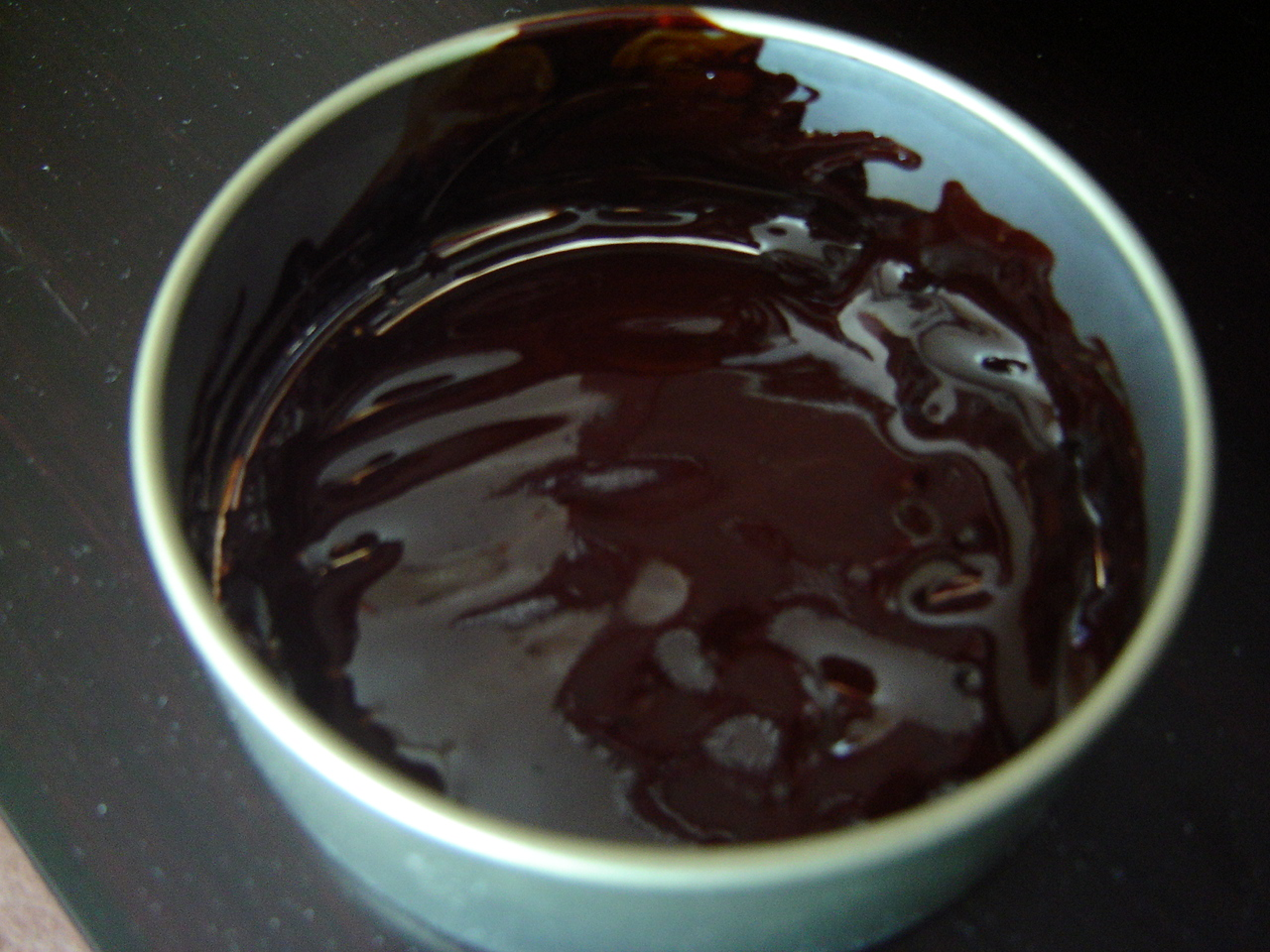
水とテレビン油に溶かした漆。塗る前のもの

タイ、ベトナム、ビルマ、台湾でラッカーを採取する木はチチ (Thitsi) と呼ばれ、少し異なる。ウルシオールではなく類似の物質、ラッコール (laccol) またはチチオール (thitsiol) を含む。出来上がりはほとんど同じだが中国や日本のラッカーよりも柔らかい。日本や中国のウルシの木とは違い、ビルマのものはアレルギー反応を起こさせず、よりゆっくりと硬化する。職人は刷毛を使わず素手で塗布を行う。
生の漆に少量の酸化鉄を加えると、赤または黒に着色することができる。この色は鉄の酸化状態によって異なる。中国での発掘調査によって8,000年以上前にも使われていたという証拠が見つかっている。その後、色付けのために他の顔料が用いられるようになった。上塗りのみではなく、すり砕いて焼いた、または焼いていない粘土と混ぜ合わせ、麻の繊維で作られた布を貼り合わせて作った型の上に塗る技法も使われた。木製の芯などを使わずに像などを作ることができ、日本では乾漆と呼ばれた。中国から導入されたのち、日本では金や銀の粉や細粒などを用いる、より発展した装飾法（蒔絵）が作り出された。中国の楽器、古琴に塗る際には、より高い強度を与えて演奏に堪えられるようにするため、漆は鹿の角（または陶器）の粉末と混ぜ合わされた。
天然の漆は毒性を持つために一般的に産地以外の国は輸入するのは難しいが、刀を修理する日本の店からならばオンラインで少量が入手できる。

ウルシオールの構造式。R の異なる誘導体の混合物である

ウルシオールは右に示すような構造を持つ化合物である。2価のフェノールであり、置換基 R の異なる誘導体の混合物である。図で R は (CH2)14CH3,  (CH2)7CH=CH(CH2)5CH3,  (CH2)7CH=CHCH2CH=CH(CH2)2CH3, (CH2)7CH=CHCH2CH=CHCH=CHCH3,  (CH2)7CH=CHCH2CH=CHCH2CH=CH2 などを表す。

## ニトロセルロースラッカー
いわゆるエナメル塗料のひとつである。
綿などセルロースからなる繊維のニトロ化によって得られる樹脂であるニトロセルロースを含み、揮発性の高い溶媒を用いたラッカーは1920年代前期に開発され、30年にわたって自動車工業に広く用いられた。それらが導入される前は大量生産される自動車の色は限られたものであり、ジャパンブラック (Japan black) が速乾性に優れていたため最も一般的だった。
最初に新しい速乾性ニトロセルロースラッカーを使ったのは1923年のゼネラルモーターズのOakland Motor Car Companyで生産された車種である。これはデュポン社のDucoという明るい青のものだった。

### 用途
このラッカーは家具をはじめとして、楽器などの木製品にも使用された。ニトロセルロースと他の樹脂、および可塑剤を溶媒に溶かして塗装を行ったため、そのたびに以前行われた塗装をいくらか溶かした。ニトロセルロースラッカーはそれまでの自動車や家具用の塗料を、使いやすさと色落ちのしにくさの両面で凌駕した。速乾性ラッカーの塗布には吹きつける方法が好んで用いられ、ニトロセルロースラッカーが開発されたことはスプレーガンの広範な利用のきっかけとなった。ニトロセルロースラッカーは非常に硬いが柔軟で耐久性の高い塗面を与え、強い輝きが出るまで磨き上げることができる。欠点としては溶媒の危険性、すなわち可燃性、揮発性と毒性、製造工程でニトロセルロースを取り扱う際の危険性が挙げられる。品質と溶解度はニトロ化の度合いと密接に関連するが、これが高すぎると爆発の危険性が高まる。経年によりラッカー面に黄ばみが発生したり、ひび割れを起こすこともある。化粧用のマニキュアとしても使用される。

#### 模型における使用
鉄道模型において、真鍮製のキット（ブラスキットなどとも呼ばれる）や木製部材の塗装に愛用されることがある。単にラッカーと言うと、ニトロセルロースラッカーと、後述のアクリルラッカーとを混同されることもある。区別の方法としては家庭用品品質表示法に基づく「品名」欄に「ラッカー」と表示されるものがニトロセルロースラッカーである。また、この類いをラッカーエナメルとも称し、やはり後述するアクリルラッカーにもエナメルカラーと称するものがあり、しばしば混同される。後者は「合成樹脂塗料」と表示される別物である。ニトロセルロースの場合、プラモデルに利用するとアクリルラッカーの塗料よりもプラスチックを著しく侵す。
2015年現在の主要メーカーとしては、鉄道模型用品を展開するマッハ模型が挙げられる。

## アセチルセルロースラッカー
ニトロセルロースは火薬として使われるほど可燃性が高く、ニトロセルロースラッカーの塗膜も可燃性である。そこで、主成分をアセチルセルロースに変更したアセチルセルロースラッカーが考案された。この塗料は耐燃性を持つ紙や布の防火塗料として開発され、1910年に使用が始まった。また、ニトロセルロースラッカーと比べ耐火性だけでなく、耐光性、耐熱性、耐溶剤性、耐油性にも優れており、航空機用羽布塗料（ドープ）としても使用される。酢酸セルロースラッカーとも呼ばれる。

## アクリルラッカー
アクリル樹脂を用いたラッカーは1950年代に開発された種類で、家庭用品品質表示法に基づく品名表示では「合成樹脂塗料」とされる。
熱可塑性を持ち、アクリル酸誘導体の重合によって得られる。アクリルは光沢を出すために磨く必要の無い琺瑯にも使われるが、これは速乾性を必要としない。アクリルラッカーの利点は速乾性に特に優れることであり、ゼネラルモータースはこの点に着目した。のちに自動車用塗料としての用途は、より天候や薬品への耐久性に優れる2成分系ポリウレタンの登場によって終わりを迎えた。その系は普通、色のついた下地と無色の上塗りからなり、クリアコートとして一般に知られる。アクリルラッカーは木材やプラモデルの塗装に広く用いられている。
プラモデルに利用される各種樹脂に塗装する場合、その樹脂を僅かに溶かすことで塗膜が形成される。塗布する材質がABS樹脂のような軟質樹脂の場合は浸透しやすく、脆くなったり割れたりすることがあるために扱いには注意が必要である。なお、この用途にもエナメルカラーと称される製品（タミヤ社のエナメルカラーやハンブロール社のエナメルカラー）もあるが、前項のニトロセルロース系とは異なりアクリル樹脂などを基礎とした、本項の系統の一種である。

## 水溶性ラッカー
有機溶媒を使うラッカーには健康上の危険性と環境への悪影響が懸念されることから、水溶性のラッカーの開発が行われている。水溶性ならばはるかに毒性が低く、より環境にやさしいと考えられ、多くの場合で良好な結果が得られている。水溶性ラッカーは自動車工業や屋内・室内での用途において有機溶媒を使用するものと置き換わりつつある。木製家具にも広く利用されている。

## ジャパニング

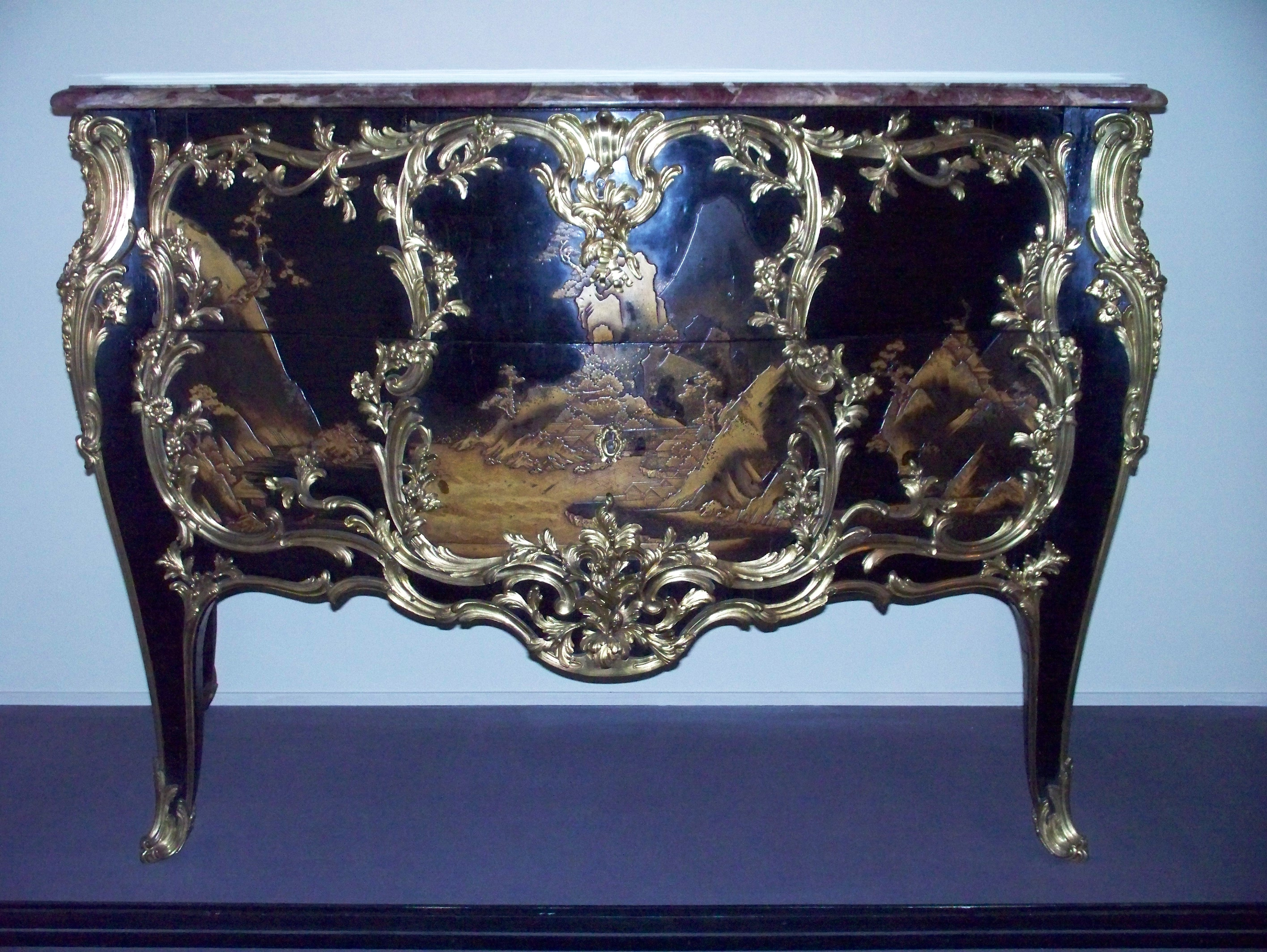
ジャパニングの家具

17世紀、アジアやインドでの漆を用いた工芸がイギリス、フランス、オランダ、スペインで広まると、ヨーロッパ人たちは異なる技法による模造品を開発した。ヨーロッパでの技法はシェラックに似た樹脂から作ったワニスを用いるものであり、家具などに対して使われた。この技法はジャパニング (japanning) として知られるようになり、ワニスを何回か塗り重ね、そのたびごとに加熱乾燥と磨き上げを行った。18世紀にはこのラッカー工芸は一般に広く受け入れられるようになり、19世紀から20世紀にかけてハンディクラフトやデコパージュへと発展した。